# Радченко, Александр Борисович
Алекса́ндр Бори́сович Ра́дченко (укр. Олександр Борисович Радченко; 19 июля 1976, Жданов, Донецкая область — 7 февраля 2023) — украинский футболист, защитник. Выступал за сборную Украины.
За сборную Украины сыграл 17 матчей. Дебют 21 марта 2002 года в товарищеском матче со сборной Японии.

## Клубная карьера
Воспитанник мариупольского футбола. Дебютировал в 1993 году в составе местного «Азовца», который через два года был переименован в «Металлург» (Мариуполь).
В 1997 молодого защитника заметили скауты киевского «Динамо», и сезон 1997-98 он начал уже в составе столичного клуба. В своем дебютном сезоне в Киеве довольно часто выходил на поле в составе главной команды «Динамо», однако уже через год практически перестал привлекаться к матчам «основы» и играл в основном за вторую команду клуба.
Сезон 2001-02 провёл в аренде в ужгородском «Закарпатье», вернувшись из которой снова не смог добыть в борьбе место в главной команде «Динамо» и через полгода перешёл в днепровский «Днепр». В новой команде сразу стал одним из основных защитников и именно годы, проведенные в Днепропетровске, стали самыми удачными в игровой карьере футболиста — он начал привлекаться в состав национальной сборной Украины, трижды избирался в перечень «33 лучших футболиста Украины».
Однако с начала сезона сезона 2006-07 потерял место в основном составе Днепра и его вторую половину начал уже в новой команде, криворожском Кривбассе. В Кривом Роге отыграл 2½ года, причём в последнем сезоне принял участие только в 7 из 30 матчей команды в чемпионате.
Последним клубом профессиональной карьеры игрока стала луцкая «Волынь», к которой он присоединился летом 2009, но не провел в ее составе ни одного официального матча. Затем играл на любительском уровне, в частности, вместе с партнером по профессиональным клубам Александром Мелащенко, за команду «Новая Жизнь» из села Андреевка, Машевского района Полтавщины. Позже выступал за ветеранскую команду «Интеркас» (Киев) и ветеранов киевского «Динамо».
После этого в течение длительного времени работал детским тренером в ДЮФШ «Динамо» им. В. Лобановского, воспитывая молодое поколение футболистов.
Умер 7 февраля 2023 года. Похоронен на Байковом кладбище.